# 格利澤4248
格利泽4248是一顆位於天鶴座附近的紅矮星，距離地球25光年。